# Georg Hauger (Verkehrswissenschaftler)
Georg Hauger (* 2. Mai 1965 in Wien) ist ein österreichischer Verkehrswissenschaftler.

## Leben
Nach dem Studium der Landschaftsökologie und Landschaftsgestaltung an der Universität für Bodenkultur Wien sowie Vertiefungen im Studium Raumplanung und Raumordnung an der Technischen Universität Wien (TU Wien) promovierte Hauger 1996 bei Peter Cerwenka an der TU Wien.
2003 habilitierte sich Hauger im Fach Verkehrssystemplanung an der TU Wien. Er erhielt 2004 mit Grundlagen der Verkehrsökologie den Rudolf-Wurzer-Preis. Er ist Mitglied in zahlreichen nationalen und internationalen Scientific Boards sowie Autor und Herausgeber der Schriftenreihe IVS-Schriften. Schwerpunkte in Lehre, Forschung und Beratung sind Nachhaltigkeitsaspekte in Verkehr und Mobilität, Verkehrspolitik, strategische Planung sowie ökonomische Bewertungsverfahren.